# Tomás Franco
Tomás Franco fue un militar mexicano que participó en la Revolución mexicana alcanzando el rango de coronel. Se incorporó al movimiento maderista con las fuerzas del general Francisco Villa; en 1912 participó en la campaña contra el orozquismo; más tarde formó parte de la escolta de "Dorados", desde donde llegó a ser su secretario particular. Interesado en la aviación militar, convenció a Francisco Villa de adquirir un buen número de aviones militares; por lo que fue enviado a estudiar aviación en los Estados Unidos y luego prestar mejores servicios a la División del Norte, sin embargo, Franco nunca volvió al villismo. 